# Fortificações de Sant'Ana do Livramento
As Fortificações de Santana do Livramento localizavam-se na fronteira com o Uruguai, na cidade de Santana do Livramento, no estado brasileiro do Rio Grande do Sul.

## História
SOUZA (1885) destaca a posição particular desta cidade, localizada na linha fronteiriça, informando que se achavam em construção à época (1885), quatro redutos de terra revestidos com grama, dispostos de modo a cooperarem na defesa da cidade de Santana do Livramento e seus arredores (op. cit., p. 129).
GARRIDO (1940) informa, por outro lado, que, no contexto da Guerra da Tríplice Aliança (1864-1870), à época da invasão paraguaia, foram mandados erguer três redutos, inspecionados em 1866 pelo brigadeiro José Gomes Cardim, que os achou "bem delineados". Sem conservação, teriam tido existência efêmera (op. cit., p. 152).